# Arenac County
Arenac County is een county in de Amerikaanse staat Michigan.
De county heeft een landoppervlakte van 950 km² en telt 17.269 inwoners (volkstelling 2000). De hoofdplaats is Standish.